# 莫布雷冰川
莫布雷冰川（英語：Moubray Glacier）是南極洲的冰川，位於維多利亞地的博克格雷溫克海岸，最終注入穆布賴灣，由新西蘭探險隊命名，現時由南極條約體系管理。

## 外部連結
. . United States Geological Survey.   [2013-11-11].
71°52′S 170°18′E / 71.867°S 170.300°E